# Paula England
Pour les articles homonymes, voir England.
Paula S. England (née le 4 décembre 1949) est une sociologue américaine et professeure à l'université de New York. Ses recherches se concentrent sur les inégalités homme-femme, la famille et la sexualité. Elle a également étudié les différences de classe en matière de contraception et de naissances hors mariage.

## Biographie
Paula England a obtenu un B.A. en sociologie et psychologie au Whitman College en 1971, une maîtrise en sciences sociales à l'université de Chicago en 1972 et un doctorat en 1975, également à l'université de Chicago. 
Elle a été par la suite professeure à l'université du Texas à Dallas, à l'université de l'Arizona, à l'université de Pennsylvanie, à l'université Northwestern, à l'université de Stanford et à l'université de New York. Elle a été présidente de l'American Sociological Association d'août 2014 à août 2015.   

## Travaux
Les recherches de Paula England montrent qu'à la fois les hommes et les femmes gagnent moins s'ils travaillent dans une profession à prédominance féminine, même en tenant compte des compétences et de l'éducation requises,,. Elle a également montré que lorsque les professions se féminisent, leur salaire diminue.   

### Livres
- Paula England et George Farkas, Households, Employment, and Gender : A Social, Economic, and Demographic View, New York, Aldine Publishing Co., 1986, 237 p. (ISBN 978-0-202-30323-9, lire en ligne)
- Paula England, Comparable Worth : Theories and Evidence, New York, Aldine de Gruyter, 1992, 346 p. (ISBN 978-0-202-30349-9, lire en ligne)